# Monte Fourpeaked
O Fourpeaked Mountain (ou Fourpeaked Volcano) é um estratovulcão glacialmente coberto localizado no Parque Nacional e Reserva Katmai, no sul do Alasca, Estados Unidos. O vulcão permaneceu adormecido por cerca de 10.000 anos até que uma erupção em 2006 revelou sua natureza ativa, surpreendendo a comunidade científica.

## Geografia
O Fourpeaked Mountain está localizado na Península do Alasca, dentro dos limites do Parque Nacional e Reserva Katmai, próximo ao Parque Nacional dos Fiordes de Kenai. Seu nome deriva de seu cume característico, com quatro picos distintos.
- Localização: Península do Alasca, Alasca, EUA
- Coordenadas: 58°46′08″N 153°40′53″W
- Altitude: Aproximadamente 2.103 metros
- Cobertura: Fortemente glaciado, com campos de gelo cobrindo grande parte do vulcão

## Geologia
O Fourpeaked Mountain é um estratovulcão de idade desconhecida, encoberto por uma camada espessa de gelo glacial. Antes da atividade registrada em 2006, sua classificação como vulcão ativo era incerta.
- Tipo de vulcão: Estratovulcão glacial
- Composição provável: Andesito e dacito (dados limitados)
- Zona tectônica: Anel de Fogo do Pacífico, associada à subducção da Placa do Pacífico sob a Placa Norte-Americana

## Atividade vulcânica
O vulcão ficou inativo por milênios até 17 de setembro de 2006, quando uma grande pluma de vapor foi observada por pilotos na região, levando à reclassificação do Fourpeaked como vulcão ativo. A erupção foi pequena em termos de material magmático, mas suficiente para indicar atividade hidrotermal e degaseificação.

### Evento de 2006
- Emissão de vapor e cinzas detectadas visualmente e por sensores infravermelhos
- Formação de crateras na cobertura glacial
- Pequenos terremotos locais registrados pelo Observatório Vulcânico do Alasca
- Atividade sísmica e térmica persistente nos meses seguintes

Desde 2006, o vulcão permanece em estado de dormência com monitoramento contínuo, mas sem novas erupções registradas.

## Monitoramento
O Fourpeaked Mountain é monitorado pelo Observatório Vulcânico do Alasca (AVO) por meio de sensores remotos, imagens de satélite e estações sísmicas instaladas após a atividade de 2006.
- Órgão responsável: AVO / USGS
- Métodos de monitoramento: Satélite, sensores sísmicos, infravermelho térmico
- Sistema de alerta: Códigos de cor para aviação (verde a vermelho)

## Importância e riscos
Apesar de remoto e coberto por gelo, o Fourpeaked Mountain representa um risco potencial devido à possibilidade de erupções freáticas ou derretimento glacial súbito, que podem gerar fluxos de lama (lahars) e plumas de cinzas perigosas para o tráfego aéreo.
- Área de risco aéreo: Rotas comerciais próximas ao sul do Alasca
- População: Nenhuma comunidade próxima diretamente afetada

## Nome
O nome "Fourpeaked" refere-se aos quatro picos distintos visíveis no cume da montanha. O nome foi oficializado pela USGS e está registrado no sistema geográfico do estado do Alasca.